# Adalbert Püllöck
Adalbert Püllöck (ur. 6 stycznia 1907, zm. 7 grudnia 1977) – rumuński piłkarz, reprezentant kraju grający na pozycji bramkarza.

## Kariera piłkarska
Püllöck w latach 1931–1935 występował w Crișana Oradea. 
Püllöck w reprezentacji Rumunii zadebiutował 16 października 1932 w meczu przeciwko Austrii, który jego zespół wygrał 1:0. W 1934 został powołany przez trenerów Josefa Uridila i Constantina Rădulescu na Mistrzostwa Świata rozgrywane we Włoszech. Jego reprezentacja poległa w pierwszej rundzie z Czechosłowacją 1:2. Püllöck nie zagrał w tym spotkaniu. 
Ostatni mecz w drużynie narodowej rozegrał jeszcze przed Mistrzostwami Świata. Spotkanie odbyło się 29 kwietnia 1934 przeciwko Jugosławii, i zakończyło się zwycięstwem Rumunów 2:1. Łącznie Püllöck w latach 1932–1934 zagrał w 4 spotkaniach i wpuścił 5 bramek.
| Mecze i gole w reprezentacji | Mecze i gole w reprezentacji | Mecze i gole w reprezentacji | Mecze i gole w reprezentacji | Mecze i gole w reprezentacji | Mecze i gole w reprezentacji | Mecze i gole w reprezentacji |
| #                            | Data                         | Miasto                       | Przeciwnik                   | Gol                          | Wynik                        | Rozgrywki                    |
| ---------------------------- | ---------------------------- | ---------------------------- | ---------------------------- | ---------------------------- | ---------------------------- | ---------------------------- |
| 1.                           | 16.10.1932                   | Linz                         | Austria                      |                              | 1:0                          | towarzyski                   |
| 2.                           | 29.10.1933                   | Berno                        | Szwajcaria                   |                              | 2:2                          | El. MŚ 1934                  |
| 3.                           | 25.03.1934                   | Pardubice                    | Czechosłowacja               |                              | 2:2                          | towarzyski                   |
| 4.                           | 29.04.1934                   | Bukareszt                    | Jugosławia                   |                              | 2:1                          | El. MŚ 1934                  |